# Abbaye de Grandchamp
L'abbaye royale de Grandchamp était située sur le territoire de la commune de Grandchamp, dans l'actuel département français des Yvelines. Elle est fondée avant 1199 sous le vocable de Notre-Dame, par Simon IV de Montfort.
Les moines qui la régissaient étaient des Prémontrés, ordre fondé en 1120 par saint Norbert de Xanten. Leur mission communautaire était la contemplation et l'apostolat, c'est-à-dire que, tout en menant une vie monacale, ils avaient la charge des fidèles des paroisses de leurs terres. Dans la réalité, ils nommaient un curé qui avait cette charge.
Les guerres de Religion furent néfastes à l'abbaye qui fut brûlée par les calvinistes en 1568 et les chanoines furent quasiment tous massacrés.

Les bâtiments furent restaurés vers 1585 et un abbé régulier, Adrien de Gueschard, tenta de reconstituer une communauté, mais les commendataires hâtèrent la ruine de la maison qui fut à nouveau la proie des flammes en 1680. En 1681, l'abbé des Prémontrés supprima le monastère et la mense conventuelle fut unie à celle du collège conventuel de Paris.
Il ne reste de la présence des moines, que la demeure abbatiale et une chapelle formant le Domaine de Grandchamp dans les Yvelines (78113).

## Abbés
- 1585 : Adrien de Gueschard,